# Pekár Imre-díj
A díjat a Hajdú-Bihar Megyei Mérnöki Kamara alapította, kiemelkedő mérnöki alkotómunka elismerése céljából.

## Fajtái
- Pekár Imre-díj alkotó mérnöki tevékenységért:

A díjban kizárólag kamarai tagsággal rendelkező személyek részesülhetnek. A kamara elnöke a díjat olyan személynek adja át a taggyűlésen, akinek az alkotó mérnöki tevékenysége során újszerű kiemelkedő mérnöki alkotás, vagy megvalósítási módszer, technikai újdonság az eredménye, amely olyan kiemelkedő minőséget hordoz, amely méltó arra, hogy elismerésben részesüljön alkotója
- Pekár Imre-díj mérnöki életművéért:

A díjat nemcsak olyan személyek kaphatják, akik rendelkeznek, vagy rendelkeztek mérnöki kamarai tagsággal, hanem olyan személyek is, akik kiemelkedően sokat tettek azért, hogy az épített környezet minősége, a mérnöki munka színvonala, a mérnöki tevékenység elismertetése megtörténjen, ezáltal is hozzájárulva a műszaki területen tevékenykedők szakmai elismeréséhez.

## A díj odaítélése
A Hajdú-Bihar Vármegyei Mérnöki Kamara minden évben egy alkalommal adhatja ki a Pekár Imre-díjat, legfeljebb két fő részére, akik szakmai, etikai szempontból érdemesnek minősülnek az elismerésre.
A Hajdú-Bihar Vármegyei Mérnöki Kamara elnöksége dönt a Pekár Imre-díj mindkét fajtájának odaítéléséről.
A díj odaítéléséhez a megválasztott elnökségi tagok több mint kétharmadának igen szavazata szükséges.

### A díjra történő javaslattétel
Mindkét díjra javaslatot tehet a kamara szakcsoportja, a kamara elnöksége, továbbá legalább tíz kamarai tag.
Minden szakcsoport legfeljebb egy-egy díjra érdemesnek tartott személyt terjeszthet írásban az elnökség elé.A szakcsoport által javasolt személy az lesz, akit a szakcsoporti ülésen megjelent tagok fele, vagy legalább tíz tag javasol.A szakcsoport által javasolt személy díjra történő felterjesztése alkalmával a szakcsoporti elnöknek részletes javaslatot kell előterjeszteni a díjra történő szakmai, etikai megfelelőség részletes indokolásával, melyet ismertetni kell a szakcsoporti ülésen. A szakcsoporti ülésen jegyzőkönyvet kell felvenni mely tartalmazza, hogy hányan szavaztak a javaslat mellett, illetve ellen és hányan tartózkodtak.A szakcsoporti elnök a javaslat részletes indokolását és az ülés jegyzőkönyvét, az ülésen résztvevők által aláírt jelenléti ívet csatolni köteles az elnökség felé történő előterjesztéshez.A legalább tíz kamarai tag által javasolt személy esetében megfelelően alkalmazni kell a szakcsoportra vonatkozó szabályokat.
A kamara elnöksége is javasolhat a kamarai díj mindkét fajtájára, a díjszabályzat előírásainak megfelelő személyeket, melyet köteles véleményeztetés céljából megküldeni a szakmailag illetékes szakcsoportnak.
A szakcsoporti ülésen kell megtárgyalni az elnökség által javasolt személyt(eket).
Az elnökség amennyiben javaslatot kíván megfogalmazni a szakcsoport felé, indokolást köteles elkészíteni és átadni a javaslattal egyidejűleg a szakcsoport elnökének.

### Döntés a díj odaítéléséről
A javaslatokat az elnökség egy ülésen bírálja el, melyre az elnök köteles meghívni minden elnökségi tagot, az etikai és a felügyelő bizottság elnökét, továbbá minden tagozati szakcsoport elnökét.
Az elnök az ülésen ismerteti a beérkezett személyi javaslatokat, szakmai életrajzokat a tagozati ülésen résztvevők számát és a tagozati ülésen az egyes javaslatok feletti szavazások eredményét.
Az elnök minden egyes javaslatot az elnökség elé terjeszt, melyről az elnökségi tagok döntenek, titkos szavazással.
Mindkét díj odaítéléséhez a megválasztott elnökségi tagok több mint kétharmadának igenlő szavazata szükséges.

## Díj leírása
Pekár Imre-díjként kisplasztika, oklevél és pénzjutalom kerül átadásra a díjban részesülők részére.
A Pekár Imre-díj mindkét fajtája pénzjutalommal jár együtt, melynek mértéke az adott évben hatályos diplomás minimálbér kétszerese, melyet oly módon kell meghatározni a kerekítés szabályainak figyelembevételével, hogy a kerekítés során a díj összege 50.000 Ft, vagy 100.000 Ft végösszegben kerüljön meghatározásra.
A kisplasztika szálracsiszolt rozsdamentes acél hasáb, melynek felületébe vésett grafika látható. A talapzat feketére pácolt tölgyfa. A mű alkotója: ifj. Szlávics László

## Díjazottak

### Alkotó Mérnöki Életművéért
- 2001 – Erdőhegyi György
- 2002 – Dr. Csipai Imre
- 2003 – Dr. Nagy Géza
- 2004 – Nem adták ki
- 2005 – Kovács Sámuel
- 2006 – Nem adták ki
- 2007 – Marchart József
- 2008 – Szentgyörgyi Géza
- 2009 – Nem adták ki
- 2010 – Dr. Köllő Gábor
- 2014 – Dr. Szabó Tamás[1]
- 2014 – Dr. Szűcs Edit[1]

### Alkotó Mérnöki Tevékenységért
- 2001 – Nem adták ki
- 2002 – Nem adták ki
- 2003 – Nagy András
- 2004 – Dr. Karvaly Elemér
- 2005 – Nem adták ki
- 2006 – Nem adták ki
- 2007 – Nem adták ki
- 2008 – Nem adták ki
- 2009 – Nem adták ki
- 2010 – Dezső Zsigmond
- 2013– Borbás József[2]
- 2014 – Dedinszky András[1]
- 2014 – Nagy Imre[1]